# Tetraboran sodu
Tetraboran sodu, pot. boraks, Na
2B
4O
7 – nieorganiczny związek chemiczny, sól sodowa kwasu borowego. Tworzy bezbarwne kryształy Na
2B
4O
7·10H
2O rozpuszczalne w wodzie. Powoli ogrzewany traci wodę krystaliczną, w temperaturze 300–400 °C przechodzi w sól bezwodną. Barwi płomień na zielono. Występuje w przyrodzie jako minerał boraks rodzimy (Na
2B
4O
7·10H
2O) oraz częściowo odwodnione tinkalkonit i kernit.

Minerały tetraboranu sodu
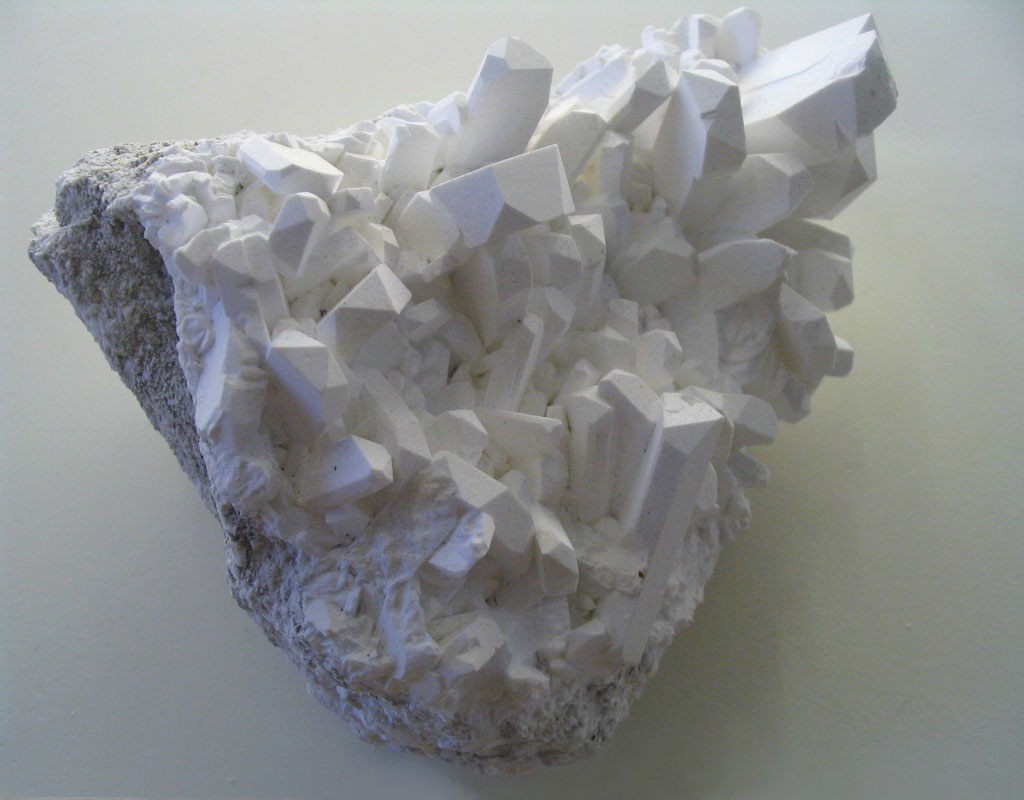
boraks rodzimy (Na
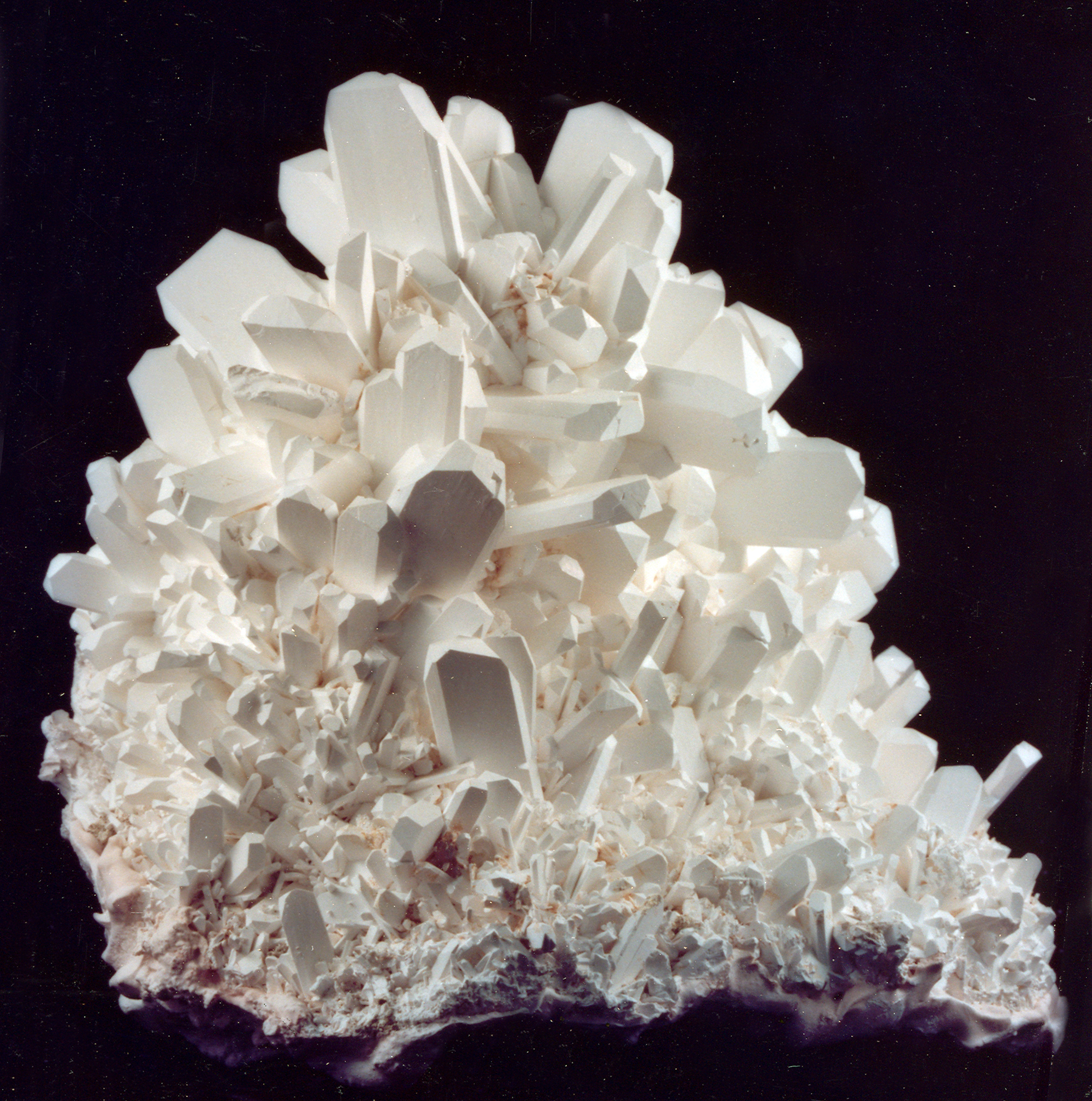
tinkalkonit (Na2B4O7*5H2O)
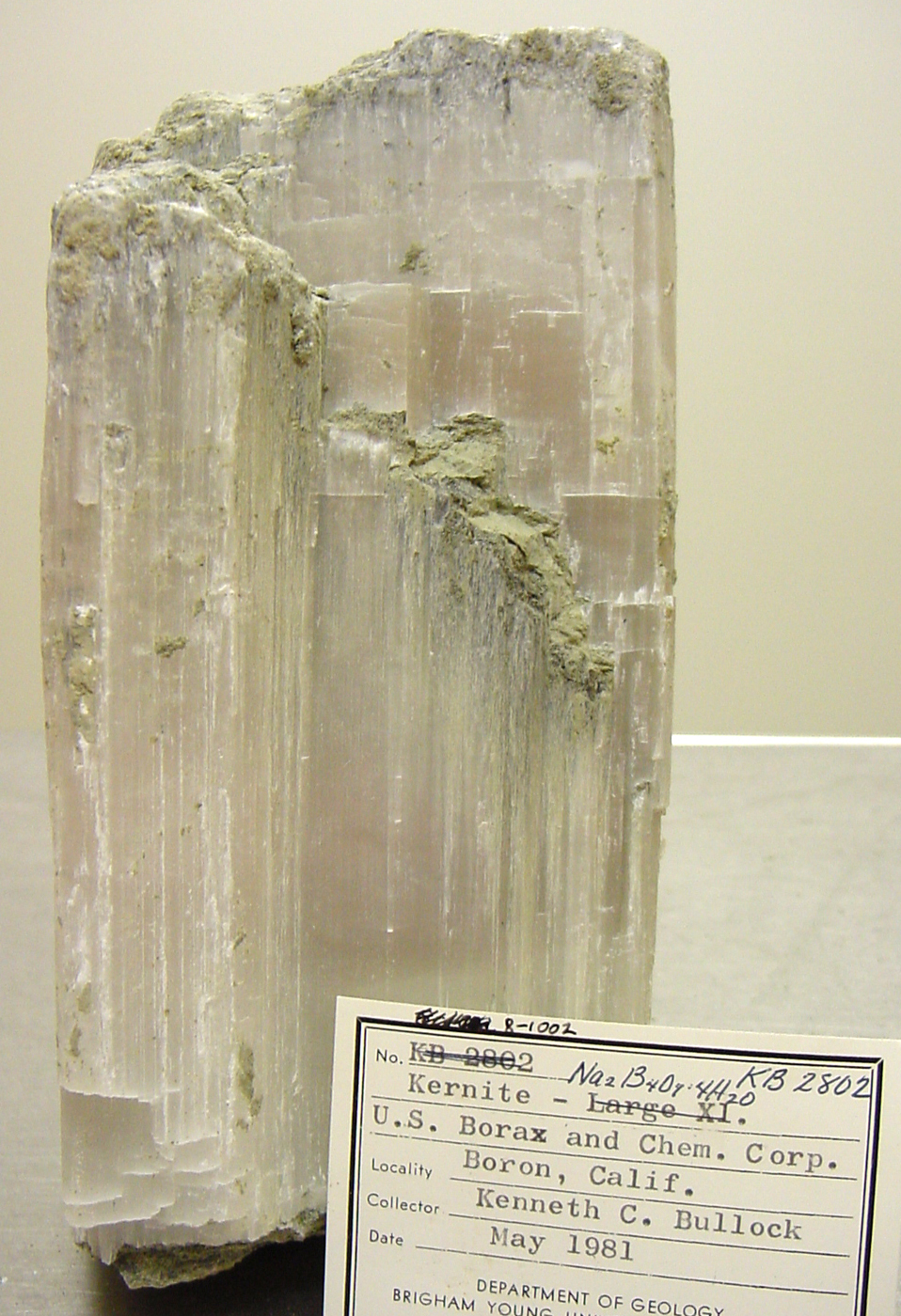
kernit (Na2B4O7*4H2O)
2B
4O
7·10H
2O)
- tinkalkonit (Na
2B
4O
7·5H
2O)
- kernit (Na
2B
4O
7·4H
2O)

## Zastosowania
Stosowany jako odczynnik, np. do wytwarzania pereł boraksowych, jako środek ułatwiający lutowanie.
Najważniejszym zastosowaniem przemysłowym boraksu jest produkcja szkła, szkliw, ceramiki i wełny szklanej oraz wytwarzania nadboranu sodu (NaBO
3), wykorzystywanego w dużych ilościach, zwłaszcza w Europie, jako wybielacz w detergentach. Ponadto jest stosowany m.in. jako topnik do spawania i lutowania oraz składnik nawozów. W gospodarstwach domowych jest wykorzystywany np. do zwalczania insektów, środek czyszczący, dezynfekujący i odwaniający.
Sproszkowanego boraksu używa się również w taksydermii poprzez wcieranie go w skórę i kości wypychanego zwierzęcia celem zakonserwowania ich. W przeciwieństwie do arszeniku, używanego niegdyś do konserwacji wypchanych zwierząt, boraks nie jest drażniący dla skóry.